# Roccastrada
Roccastrada là một đô thị ở tỉnh Grosseto thuộc vùng Tuscany, nằm ở vị trí cách khoảng 90 km về phía nam của Florence và khoảng 25 km về phía bắc của Grosseto. Tại thời điểm ngày 31 tháng 12 năm 2004, đô thị này có dân số 9.302 người và diện tích là 284,8 km².
Đô thị Roccastrada có các frazioni (đơn vị cấp dưới, chủ yếu là thôn làng) Sticciano, Ribolla, Montemassi, Roccatederighi, Sassofortino, Torniella, và Piloni.
Roccastrada giáp các đô thị sau: Campagnatico, Chiusdino, Civitella Paganico, Gavorrano, Grosseto, Massa Marittima, Monticiano, Montieri.